# Allomycterus pilatus
Allomycterus pilatus is een  straalvinnige vissensoort uit de familie van egelvissen (Diodontidae). De wetenschappelijke naam van de soort is voor het eerst geldig gepubliceerd in 1931 door Whitley.
De soort staat op de Rode Lijst van de IUCN als Onzeker, beoordelingsjaar 2009.